# Sujeto de derecho internacional
Los sujetos de derecho internacional son los Estados, las organizaciones internacionales, las comunidades beligerantes, los movimientos de liberación nacional y el individuo —persona física— como sujeto pasivo del derecho internacional, es decir que recibe de él derechos y obligaciones. Además, pueden agregarse ciertos casos especiales, como el de la Santa Sede, la Orden de Malta y el Patriarcado de Constantinopla.

## Naturaleza jurídica
Los sujetos son las entidades con derechos y obligaciones impuestas por el Derecho internacional.
Para la concepción Clásica los Estados son los sujetos plenos del ordenamiento internacional, sin que puedan existir otros sujetos que no sean Estados. En la actualidad, esta posición ha sido revisada, considerando que si bien los Estados son los sujetos naturales y originarios, existen a su lado, otros sujetos derivados o secundarios. 
Por lo que la naturaleza jurídica es lo más importante del Derecho Internacional Público.
Los propios Estados para el gobierno y manejo de sus relaciones se ven obligados a la creación de sujetos internacionales; es decir, el orden jurídico parte de la voluntad de los Estados.
Los Estados como sujetos creadores de Derecho internacional tienen la prerrogativa de dar existencia a nuevas personas internacionales y la función privativa de los Estados que es la de elaborar las normas del Derecho internacional es compartida y delegada a estos nuevos sujetos, como por ejemplo, las organizaciones internacionales o fuerzas armadas en misiones internacionales.
La personalidad jurídica, puede ser observada desde dos perspectivas, en sentido amplio, los sujetos del derecho internacional son todos aquellos que tienen una relación de derechos y obligaciones para con la comunidad internacional dentro del un orden legal, por lo que algunos autores manifiestan que indirectamente todas las personas son sujetos del derecho internacional en razón de sus derechos humanos, pero solo de una forma pasiva; en sentido estricto, la personalidad jurídica dentro del derecho internacional es aquella que requiere una participación activa en la creación de nuevas relaciones de derecho de donde surgen nuevos derechos y nuevas obligaciones, al menos para el mismo sujeto.

## Estados
El Estado tiene la personalidad jurídica internacional natural y originaria, no obstante algunas teorías han intentado negar su personería. 
- Tesis de Selle: los únicos sujetos de Derecho internacional son los individuos, puesto que una vez disuelto el Estado no quedan más que individuos, ya sea como gobernantes o como particulares. El problema de esta teoría es que no explica la subsistencia y continuidad de las obligaciones de un Estado a pesar de toda modificación en la persona de sus gobernantes.
- Las clases sociales de Korovine: al producirse la disolución del Estado, surge la clase dominante como sujeto real de los derechos y obligaciones internacionales. Según esta teoría la verdadera deudora era la clase de banqueros y adinerados, clase dominante la cual al desaparecer, hace desaparecer la obligación de pagar las deudas. Esta es una doctrina política, que fue repudiada más tarde debido a la forma de fortalecimiento llevada a cabo por la URSS.
- Las nacionalidades de Manzini: también esta es una doctrina de base política, tendiente al proceso de unificación y reconstrucción de la nación italiana. Afirma que los verdaderos sujetos de Derecho internacional serían las nacionalidades, es decir, las comunidades de población homogénea, en virtud de su origen, raza, idioma, tradición histórica. Como crítica puede decirse que la realidad internacional demuestra la existencia de Estados que no corresponden una unidad sino que son una pluralidad de nacionalidades; por ejemplo Yugoslavia.

El sujeto propiamente dicho del orden jurídico internacional es el Estado, definido en la Convención Panamericana de Montevideo en 1933, por cuatro elementos:
1. Población;
2. Territorio determinado;
3. Gobierno, y
4. Capacidad de entrar en relación con otros Estados.

Teniendo dichos elementos se constituye un Estado aunque no sea reconocido por la comunidad internacional. 
Tratándose de Estados Federales, existe una sola persona de Derecho internacional responsable por los actos y omisiones de todos los Estados miembros, que es el Estado Federal. La posibilidad de celebrar acuerdos internacionales la tiene el Estado Federal.

## Relación entre el Estado y su independencia
Las naciones independientes serían el tipo de entidades políticas que gozan de personería. La dependencia por tanto afecta o disminuye su calidad de sujeto de Derecho internacional.
Los Estados al ser soberanos pueden limitar voluntariamente su soberanía. Es así que existen: 
- Estados bajo protectorado: situación resultante de un tratado entre dos Estados, mediante el cual uno de ellos coloca su seguridad bajo la protección del otro y a cambio de esa protección confía al Estado protector la conducción de sus relaciones internacionales.
- Estados bajo cuasi protectorado: el Estado no transfiere totalmente a otro el manejo de sus relaciones internacionales, pero acepta ciertas restricciones en el desarrollo de su política internacional. Se trata generalmente de relaciones económicas. Es el caso, por ejemplo, de los miembros de la Unión Europea. Véase también suzeranía.
- Estados neutralizados: son aquellos que de acuerdo a un tratado, establecen el compromiso de mantener su neutralidad en todo conflicto bélico futuro, con respecto a otros Estados que se obliguen a respetar tal neutralidad.

## Comunidades beligerantes
Para que una comunidad beligerante sea reconocida como sujeto de Derecho internacional Público, de acuerdo a las normas internacionales debe reunir los siguientes requisitos:
- Que el movimiento beligerante revista importancia y continuidad.
- Debe tratarse de un movimiento auténticamente nacional, no admitiéndose injerencia extranjera.
- El levantamiento de los beligerantes debe estar regido por las normas y costumbre de guerra, respetándose el Derecho humanitario, Convención de Ginebra, etc.

La comunidad beligerante que ha sido reconocida, posee ciertos derechos y obligaciones emanados del orden jurídico internacional, como por ejemplo, la posibilidad de instruir bloqueos tomar presas, cobro de impuestos, etc. Esto evidencia que la comunidad beligerante posee el carácter de un sujeto de Derecho internacional ejerciendo supremacía de hecho en el territorio bajo su control. Como obligaciones puede decirse que debe comportarse de acuerdo al DIP en lo que se refiere al uso de la violencia, etc. Es un grupo rebelde que tiene poder efectivo dentro de un ámbito determinado que ejerce jurisdicción

## Organizaciones internacionales
Las Organizaciones internacionales son entidades intergubernamentales, establecidas por un acuerdo internacional dotadas de órganos permanentes propios e independientes encargados de gestionar intereses colectivos y capaces de expresar una voluntad jurídica distinta de la de sus miembros.
Requisitos que requiere la Corte Internacional de Justicia, según el fallo "Folke de Bernadotte" para considerar como tal a una Organización Internacional:
- La necesidad de poseer personería jurídica internacional para que la organización pudiera cumplir sus cometidos.
- La existencia de órganos a los que se les ha encomendado el cumplimiento de tareas específicas.
- La existencia de obligaciones de los miembros con respecto a la organización. Ej. realización de aportes económicos.
- La posesión de capacidad jurídica, privilegios e inmunidades en el territorio de sus miembros.
- La posibilidad de que la organización celebre acuerdos con sus miembros.

### Atributos
- Ius tractatum: las organizaciones internacionales pueden celebrar acuerdos en función de su capacidad inherente para concluirlos, sea o no enunciada a texto expreso o tácito tal capacidad.
- Ius legationis: las organizaciones internacionales lo ejercen en sus dos aspectos: el activo y el pasivo, ya que acreditan representantes ante los gobiernos de los Estados miembros y a su vez reciben representantes acreditados ante ellas por los gobiernos de los estados y aún de otras organizaciones.
- Locus standibus: es decir la capacidad de comparecer ante los tribunales, no lo poseen ya que solo lo pueden ejercer los estados. Pueden sin embargo, solicitar opiniones consultivas de la Corte Internacional de Justicia.

### Estructura orgánica
Las Organizaciones Internacionales, necesitan para el cumplimiento de sus objetivos de una estructura orgánica. 
Los órganos que se pueden encontrar son los siguientes:
- Órgano deliberante: es el plenario, en él se reúnen todos los miembros. Pueden tener distintos nombres según la organización internacional a la que estemos haciendo referencia. Por ejemplo en las Naciones Unidas se llama Asamblea General, en la OIT  se llama Conferencia, en la OMS se llama Congreso, en el FMI se llama Junta de Gobernadores.
- Órgano ejecutivo: Se puede llamar: Consejo, Comité Administrativo, Comité Ejecutivo. Por ejemplo, en el consejo del FMI los miembros están representados según su contribución; en dicho organismo vamos a encontrar una desigualdad real, los que tienen más votos son lo de mayor importancia en el comercio internacional.
- Organización administrativa: generalmente cumple una función permanente, sus funciones son de carácter administrativo. Una de sus funciones es por ejemplo, la preparación de reuniones. Teóricamente debe estar totalmente desvinculada e la influencia de los Estados miembros.
- Órgano de control: Existen de distintos tipos: Jurídico, político, financiero.
- Órgano consultivo: en los mismos están representados más bien los intereses locales de los Estados miembros.

## Individuos
Sin duda que el hecho de considerar o no a los individuos como sujetos de Derecho internacional Público depende mucho del momento histórico y de la evolución misma del sistema.
Dentro de la doctrina podemos encontrar distintas posiciones:
- Quienes consideran que el individuo es el único sujeto del Derecho internacional. Un ejemplo de esta corriente es la escuela sociológica francesa. En este caso se considera al estado solo como un hecho, como una asociación de individuos.
- También están quienes admiten cierta personalidad internacional del individuo, pero sometida a limitaciones. Esta posición es la más aceptada.

El individuo es un sujeto pasivo del Derecho internacional ya que solo recibe de él derechos y obligaciones. No puede ser sujeto del Derecho internacional porque carece de capacidad para celebrar Tratados y no tiene legitimación para acudir ante los Tribunales Internacionales para hacer valer sus derechos.

### El individuo como sujeto de deberes internacionales
Es importante tener en cuenta que el individuo puede ser responsable internacionalmente cuando viola normas fundamentales del Derecho internacional. Son actos ilegales de violencia que pueden ser cometidos en el mar o en el espacio aéreo. Los únicos sujetos que pueden cometer estos actos son las personas físicas, los individuos, pero los Estados están autorizados por el ordenamiento internacional a detener a los infractores de la norma y someterlos a su jurisdicción; pero quien tipifica el delito es el Derecho internacional.
Algunos ejemplos:
- Piratería: son aquellos actos de violencia en alta mar contra personas o propiedades por la tripulación de un navío con intento de pillaje, Solo puede ser cometida por particulares, y la obligación de abstenerse emana del orden jurídico internacional, otros dicen que el Derecho internacional autoriza a cada Estado a tipificar en sus leyes penales el acto de piratería. Sería la ley interna la que crea la responsabilidad personal, pero es el Derecho internacional el que autoriza a sancionar. La realidad indica que la norma de Derecho internacional tipifica el delito y no solo se limita a autorizar. La piratería es un delito contra el Derecho internacional, el cual da la definición y además impone el castigo.
- Crímenes de guerra: el Derecho internacional, en esta materia, admite al lado de la responsabilidad estática, la responsabilidad individual, siendo el individuo responsable de sus propios actos y por consiguiente, destinatario directo de obligaciones impuestas por el orden jurídico internacional.

Al igual que en la piratería las normas internacionales autorizan a los estados a sancionar, y a la vez definen los hechos determinantes de tales sanciones.

### El individuo como sujeto del Derecho internacional
A lo largo del siglo XVI Francisco de Vitoria mencionaba que el Derecho de Gentes reglamentaba una comunidad internacional constituida de seres humanos organizados socialmente en Estados y coextensiva con la propia humanidad. La reparación de las violaciones de los Derechos Humanos hace gran énfasis en la necesidad de que exista un Derecho Internacional para individuos con principios de justicia similares a los que el derecho internacional le ha aplicado a los Estados a lo largo del tiempo. Alberico Gentili sostenía que es el derecho que regía la convivencia entre los miembros de la societas gentium universal ( derecho de gentes).
En el siglo XVII, Francisco Suárez afirmaba que el derecho de gentes revelaba la unidad y universalidad del género humano, a su vez, reglamenta los Estados en sus relaciones como miembros de la sociedad universal. Grotius mencionaba que la societas gentium abarcaba toda la humanidad, los seres humanos ocupaban la posición central de las relaciones internacionales así siendo estos sujetos portadores de derechos y obligaciones implícitas dentro del derecho internacional. 
El individuo tiene personalidad internacional pasiva, reconocida en los principios del juicio de Núremberg, haciendo al individuo susceptible de castigo según el Derecho internacional general. Además si se observa el sistema normativo internacional podemos determinar que la persona física es beneficiaria de muchos derechos que le otorgan las normas internacionales. Por ejemplo, la Declaración Universal de los Derechos Humanos. En lo que se refiere a la protección de los derechos del hombre y de salvaguardar sus intereses económicos, puede comprobarse que los individuos pueden recurrir a la jurisdicción internacional sin tener que solicitarlo a los Estados.
Sin embargo, el individuo no tiene personería internacional activa, lo que no impide que en el futuro puedan ser considerados sujetos de Derecho internacional en virtud de la evolución y desarrollo del Derecho internacional. Es decir, el individuo posee capacidad de goce, pero no de ejercicio, la que suple con la representación. Actualmente solo los Estados son los verdaderos sujetos del Derecho Internacional y en caso de que los individuos tengan derechos otorgados por el derecho de agentes, es por medio del Estado que ellos deberán hacerlo valer. 
Con la evolución del derecho internacional el individuo adquiere subjetividad jurídica internacional, en tal sentido la Corte Internacional de Justicia (CIJ ), señaló que, “Los sujetos de derecho en cualquier sistema legal no son necesariamente idénticos en su naturaleza o en la extensión de sus derechos, y su naturaleza depende de las necesidades de la comunidad. A lo largo de su historia, el desarrollo del derecho internacional ha sido influenciado por los requisitos de la vida internacional, y el aumento progresivo de las actividades colectivas de los Estados ya ha dado lugar a instancias de acción en el plano internacional por parte de ciertas entidades que no son Estados”. 

#### Personalidad jurídica
El reconocimiento de la personalidad jurídica del individuo en el plano internacional, operó como respuesta a una necesidad de dicha comunidad. Aunque el escenario internacional contemporáneo sea enteramente distinto del de la época de los llamados “fundadores” del derecho internacional, el de la construcción de un ordenamiento internacional actualmente aplicable tanto a los Estados y organizaciones internacionales como a los individuos, posee ciertos estándares de justicia que son universales. De ahí la importancia que asume la personalidad jurídica del individuo, como sujeto del derecho tanto local como internacional. La consagración de la personalidad jurídica internacional de la persona humana representa una verdadera revolución jurídica, que viene a dar un contenido ético a las normas tanto del derecho público local como del derecho internacional. 
El derecho internacional clásico se basó en un escenario constituido por una comunidad internacional en la que predominaba una estructura interestatal. En tal sentido, el derecho internacional clásico poseía una finalidad principalmente de tipo relacional y competencial; es decir la regulación de las relaciones entre Estados y la distribución de las competencias entre ellos. Esta postura originó que los Estados fueran considerados como los únicos sujetos de derecho internacional, y desde una perspectiva doctrinal los individuos eran solo objeto del derecho internacional.  
Por otro lado, mantener el dogma de la soberanía de los Estados es un obstáculo para el progreso del derecho internacional. Facilitar el acceso a los individuos a las jurisdicciones internacionales sería una ventaja debido a la disminución del sentimiento nacionalista en los individuos y la creación de un sentimiento supranacional donde para hacer valer sus derechos no existe la obligación de recurrir al Estado. Otra ventaja sería que los Estados no se verían forzados a proteger a sus súbditos, lo que ayudaría a mantener los conflictos a escala individual y no solamente entre Estados. 
También existirían desventajas como el hecho de que las jurisdicciones internacionales quedarían muy llenas de reclamos y solicitudes de los individuos, por eso es necesario establecer ciertas condiciones para su acceso. Asimismo, las diferencias entre los sistemas legislativos son tan grandes que el juez tendría dificultades para encontrar un terreno para el caso concreto.

#### Jurisdicciones
La Personalidad jurídica tiene una importancia fundamental para encontrar un acceso de los individuos a las jurisdicciones internacionales. La jurisdicción internacional en materia penal ha captado la atención de los internacionalistas. El Tribunal Militar Internacional de Núremberg vendría a ser el primer ejemplo de una Corte Internacional que trata directamente con los individuos. En las instituciones europeas es donde encontramos los ejemplos de esta evolución del derecho internacional, que se encuentra orientada a otorgar a los individuos el acceso a las jurisdicciones internacionales. 
En lo que se refiere a la protección de los derechos del hombre y de salvaguardar sus intereses económicos, puede comprobarse que los individuos pueden recurrir a la jurisdicción internacional sin tener que solicitarlo a los Estados. Sin embargo, nunca podrá haber una verdadera jurisdicción internacional con acceso directo de los individuos. En el momento actual solo los Estados son los verdaderos sujetos del Derecho Internacional y en caso de que los individuos tengan derechos otorgados por el derecho de gentes, es por medio del Estado que ellos deben hacerlo valer.
La Declaración Universal de Derechos Humanos de la ONU constituye el texto básico para analizar los mecanismos de protección de la ONU, y por ende todos los demás textos se han inspirado en ella. A partir de ese momento, de manera progresiva se ha reconocido la capacidad del individuo de recurrir a la ONU y plantear sus quejas, en caso de la violación de sus derechos con la creación de mecanismos de supervisión al margen de la voluntad del Estado transgresor.
El Protocolo Facultativo I del Pacto Internacional de Derechos Civiles y Políticos (PIDCP), permite que los individuos que alegan haber sido víctimas de alguna violación de los derechos recogidos en el PIDCP, documenten las comunicaciones o quejas individuales ante el Comité de Derechos Humanos. Respecto a la competencia ratione personae se exige que el demandante sea la propia víctima de la violación (persona física) o su representante legalmente acreditado, por lo que no está permitida la actio popularis.
Asimismo, tenemos a la Convención sobre la Protección de los Derechos de todos los Trabajadores Migratorios y de sus Familiares que crea el Comité del mismo nombre. Se estableció entre sus mecanismos, la cláusula especial para admitir comunicaciones individuales. Finalmente, la reciente Convención Internacional para la Protección de todas las Personas contra las Desapariciones Forzadas contiene también la citada cláusula especial para admitir comunicaciones individuales.

## Casos especiales
- La Santa Sede
- La Orden de Malta
- El Comité Olímpico Internacional